# بخش یونین (شهرستان سیوتو، اوهایو)
بخش یونین (به انگلیسی: Union Township) یک منطقهٔ مسکونی در ایالات متحده آمریکا است که در شهرستان سیوتو، اوهایو واقع شده‌است.
 بخش یونین ۱۲۹٫۸ کیلومتر مربع مساحت و ۲٬۲۴۱ نفر جمعیت دارد و ۲۳۳ متر بالاتر از سطح دریا واقع شده‌است.